# Irische Badmintonmeisterschaft 2008
Die Irische Badmintonmeisterschaft 2008 fand vom 2. bis zum 3. Februar 2008 in Dublin statt.

## Austragungsort
- Dublin, Baldoyle Badminton Centre

## Die Sieger und Platzierten
| Disziplin    | Gold                       | Silber                    | Bronze                          |
| ------------ | -------------------------- | ------------------------- | ------------------------------- |
| Herreneinzel | Scott Evans                | Alexander Sim             | William O’Neill                 |
| Herreneinzel | Scott Evans                | Alexander Sim             | Nigel Boyne                     |
| Dameneinzel  | Chloe Magee                | Sinead Chambers           | Aoife Aherne                    |
| Dameneinzel  | Chloe Magee                | Sinead Chambers           | Ruth Kilkenny                   |
| Herrendoppel | Scott Evans Matthew Gleave | Daniel Magee Sam Magee    | Graham Henderson Eugene McKenna |
| Herrendoppel | Scott Evans Matthew Gleave | Daniel Magee Sam Magee    | Donal O’Halloran Mark Topping   |
| Damendoppel  | Karen Bing Chloe Magee     | Keelin Fox Ruth Kilkenny  | Emma Calow Sinead Chambers      |
| Damendoppel  | Karen Bing Chloe Magee     | Keelin Fox Ruth Kilkenny  | Caitriona Farrell Sandra Lynch  |
| Mixed        | Sam Magee Chloe Magee      | Matthew Gleave Erin Keery | Daniel Magee Fiona Glennon      |
| Mixed        | Sam Magee Chloe Magee      | Matthew Gleave Erin Keery | Eugene McKenna Keelin Fox       |